# Ordinary Love (filme)
Ordinary Love (bra: Nosso Amor) é um filme de drama romântico britânico-irlandês de 2019, dirigido por Lisa Barros D'Sa e Glenn Leyburn, a partir de um roteiro de Owen McCafferty. É estrelado por Liam Neeson e Lesley Manville.
O filme segue a história de Joan (que foi diagnosticada com câncer) e as adversidades que surgem com seu marido, Tom. Teve sua estreia mundial no Festival Internacional de Cinema de Toronto em 9 de setembro de 2019. Foi lançado no Reino Unido em 6 de dezembro de 2019, pela Universal Pictures e Focus Features, e em seguida, nos Estados Unidos em 14 de fevereiro de 2020 pela Bleecker Street.

## Elenco
- Lesley Manville como Joan
- Liam Neeson como Tom
- David Wilmot como Peter
- Amit Shah como Steve

## Recepção
O filme possui 93% de aprovação no Rotten Tomatoes, com base em 87 avaliações, com média ponderada de 7,71/10. O consenso crítico do site diz: "Liderado por fortes atuações de Lesley Manville e Liam Neeson, Ordinary Love arranca um drama comovente das dificuldades médicas de um casal". No Metacritic, o filme tem uma classificação de 73 de 100, com base em 23 críticas, indicando "críticas geralmente favoráveis".